# Велика Кірсановка
Вели́ка Кірса́новка (рос. Большая Кирсановка) — хутір у Матвієво-Курганському районі Ростовської області Росії. Є центром Великокірсановського сільського поселення.

## Географія
Географічні координати: 47°39' пн. ш. 38°53' сх. д. Часовий пояс — UTC+4.
Відстань до районного центру, селища Матвієв Курган, становить 11 км. Через хутір протікає річка Міус.

### Урбаноніми
- вулиці — Комсомольська, Миру, Міуська, Поштова, Садова, Степова, Радянська, Хайло;
- провулки — Весняний, Мало-Садовий, Північний, Селянський[2].

## Населення
За даними перепису населення 2010 року на території хутора проживало 894 особи. Частка чоловіків у населенні становила 47,8 % або 427 осіб, жінок — 52,2 % або 467 осіб.

## Відомі люди
- Хайло Василь Олександрович (1924–1953) — Герой Радянського Союзу.